# Great Offices of State (UK)
De store statsembeder i Det Forenede Kongerige eller The Great Offices of State er de fire mest højtstående og prestigefyldte embeder i den britiske regering. De er premierministeren, finansministeren, udenrigsministeren og indenrigsministeren.